# Југословенска народна странка
Југословенска народна странка је била странка крајње деснице која је постојала за време Краљевине Југославије, основана маја 1933. године и деловала до 1941. У своје редове је укључивала профашистички оријентисане припаднике буржоазије. Њени чланови су популарно називали борбаши по страначком гласилу Борба. Странка је се залагала за интегрално југословенство и подржавала је Шестојануарску диктатуру. На челу странке био је Светислав Хођера, бивши шеф кабинета председника владе Петра Живковића. У почетку је као једина странка у опозицији Југословенској радикалној сељачкој демократији, заузимала се за поступну демократизацију политичког живота у Краљевини Југославији. Странка је опонашала праксе фашистичких покрета у иностранству: Хођера је називан вођом, оснивали су своје одреде који су обезбеђивали страначке зборове и обрачунавали се са противницима. Иако је била малобројна, била је изузетно активна, бучна и насилна. Странка је нападала истовремено и режим Југословенске националне странке и опозицију, демократске снаге и левичаре. Режим је оптуживала да је издао интегрално југословенство, а опозицију да жели да расцепка државу. Југословенска народна странка се истицали политичком и социјалном демагогијом и забележила је неке краткотрајне успехе у селима Баната, Бачке, Срема и Шумадије. На изборима 1938. подржала је Милана Стојадиновића, који је заузврат Хођери доделио место министра без портфеља.

## Настанак и деловање
Југословенска држава се од самог оснивања суочила са проблемом насилног разбијања које су желеле државе незадовољне мировним споразумима закључених после Првог светског рата. У томе су им помагале сепаратистичке странке у самој краљевини. Најзначајније политичке странке којима је циљ било разбијање државе деловале су на територији које ће касније бити организоване у Савску и Дравску бановину, као и Ватикан. Са друге стране, деловале су странке које су заступале идеју интегралног југословенства, тј. да су Срби, Хрвати и Словенци један народ са три имена. Интегрално југословенство је било покушаја краља Александра да сачува државу и брисањем националних подела претопи јужнословенске народе у једну нацију која би обухватала различите културе, религије и традиције. Највернији стуб идеологије интегралног југословенства биле су режимске странке чији задатак је био одбрана октроисаног Септембарског устава и поретка успостављеног краљевом диктатуром. Једна од таквих партија је била Југословенска радикална сељачка демократија (ЈРСД), образована од прорежимских кадрова Народне радикалне странке, Демократске странке и десног католичког крила Словеначке народне странке.
У другој половини 1932. из редова посланика Југословенске радикалне сељачке демократије издвојило се неколико посланика који су основали посебан посланички клуб под именом Југословенски народни клуб. Замисао је био да се створи привидна опозиција јединој и владајућој странци ЈРСД. Акцију оснивања посланичког клуба организовао је Светислав Хођера, шеф кабинета бившег председника владе Петра Живковића, а могуће да је идеја потекла и од самог Живковића, који је желео да има своју посланичку групу. Чланови нове посланичке групе названи су бристолци, по хотелу Бристол где су се састали после оснивања клуба. Странка је основана маја 1933, дозволу за рад је добила у јануару 1934, а оснивачки конгрес новембра 1934. За председника странке је изабран Хођера.
Програм Југословенске народне странке је врвео од демагогије и јефтиних обећања којима је требало привући гласаче. Био је мешавина левичарских идеја о равноправности, слободи, социјалној правди, народном благостању, задругарству, али и одредаба који би погодовали интересима имућнијих, нарочито сељака. Странка се залагала за слободне и тајне изборе, слободу штампе и окупљања, док би краљ, династија, држава и народно јединство остали неподложни критици. Борбаши су борби против корупције давали велики значај, а за њу су захтевали и смртну пресуду. Што се тиче спољне политике, борбаши су се залагали за одржавање добросуседских односа, за очување мира и система мировних уговора.
Југословенска народна странка је покушала да истакне своју листу на парламентарним изборима 1935., али јој је кандидатура није одобрена.
Странка је својим обећањим успела да привуче одређени број присталица. Велико упориште је остварила у делу
Босне у орашком срезу као и у појединим деловима Бачке, Баната, Срема и Шумадије међу Фолксдојчерима. Јаком пропагандом припадници странке стварали су утисак да су ове области „борбашке“ у целини. Странка је организовала митинге по угледу на фашистичке скупове. Припадници странке би парадирали обучени у плаве униформе, а Хођеру би називали својим вођом. Могли су бити праћени сукобима, нпр. у Крагујевцу 13. октобра 1935.
Странка је између 1935. и 1937. године била блиска Димитрију Љотићу и Збору, али и са Југословенском националном странком (преименованом ЈРСД) и групом око Јанка Баричевића. Требало је да доће до обједињавања Збора, Баричевићевог Југословенског посланичког клуба, Југословенске националне странке (ЈНС) са Петром Живковићем, Богољубом Јевтићем и Јовом Бањанином и Југословенске народне странке. Како су и Хођера, Живковић и Љотић сматрали да би свако од њих требало да буде вођа ове коалиције, од ње на крају није било ништа.
Пред парламентарне изборе 1938. Хођера је склопио споразум са председником владе и лидером Југословенске радикалне заједнице Миланом Стојадиновићем и ушла у владу преко Хођере који је постао министар без портфеља. Ипак, странка се тада нашла у кризи због осипања чланства незадовољног пуком фразелогојим које је износило страначко руководство, честим променама коалиционих партнера и изневеравањем програмског курса странке. На изборима 1938. године странка је освојила два посланичка мандата. У нови сазив скупштине ушли су Хођера и потпредседник странке Живан Ђукић, који је ускоро прешао у табор Стојадиновићеве Југословенске радикалне заједнице. Хођера није ушао у новоформирани кабинет и постепено је остао на маргинама политичког живота. Странка се фактички угасила те године.